# Онтогенетическая адаптация
Онтогенетическая адаптация — способность организма приспосабливаться в своем индивидуальном развитии к изменяющимся внешним условиям. Различают следующие подвиды:
1. генотипическая адаптация — отбор наследственно детерминированной (изменение генотипа) повышенной приспособленности к измененным условиям (спонтанный мутагенез)
2. фенотипическая адаптация — при этом отборе изменчивость ограничена нормой реакции, определяемой стабильным генотипом.

## История представлений об адаптации в теориях эволюции

### Жан Батист Ламарк
Тем не менее, научное обоснование идей адаптации разрабатывалось медленнее, чем философские воззрения и эмпирические знания на этот счёт и кардинально не менялось практически до 1809 года, когда французский естествоиспытатель Жан Батист Ламарк (Jean-Baptiste-Antoine-Pierre Monet Chevalier de Lamarck) (1744—1829) создал первое целостное учение об эволюции живой природы, основные идеи которого были изложены в «Философии зоологии».
В основе его учения лежало представление о внутреннем «стремлении к совершенствованию», присущем всему живому — постепенное, но неуклонное повышение организации живых существ (градации) — от простейших до самых совершенных (при этом, он отмечал, что градации в организме соответствуют «способности постоянные»).
Другое основополагающее представление его учения — постоянное влияние внешней среды, приводящее к нарушению правильной градации (влиянию среды соответствовали — «способности, подверженные изменению под влиянием обстоятельств»). Возникшие функционально-морфологические изменения передаются по наследству потомству, усиливаясь из поколения в поколение.
На основе законов Ламарка сложилось направление, обычно называемое ламаркизмом или неоламаркизмом, а более точно эктогенезом — эктос — внешний (греч.), эктогенез — эволюция под действием внешних сил. В рамках этого направления эволюция рассматривалась как адаптивный процесс, основанный на всеобщем свойстве живых существ — «наследовании благоприобретённых свойств» (признаков). Следовательно, приспособленность рассматривалась как причина, а не результат эволюции. Единицей эволюции в рамках эктогенеза, является потомство родителей, которые передали своим потомкам результаты «упражнения или неупражнения органов», то есть череда поколений.

### Чарльз Роберт Дарвин
Дальнейшее развитие вопроса влияния внешней среды на человека получили в трудах английского естествоиспытателя, создателя теории эволюции Чарльза Роберта Дарвина Архивная копия от 11 мая 2010 на Wayback Machine (Darwin) (1809—1882). В 1859 году он выпустил книгу «Происхождение видов путём естественного отбора или сохранение благоприятствуемых пород в борьбе за жизнь», в которой было показано, как развивались все виды живого, согласно выдвинутому им положению о «выживании наиболее приспособленных».
Дарвин рассматривал приспособление (адаптацию) лишь в качестве средства для выживания. Согласно дарвинизму, эволюция представляет собой процесс адаптации организмов к условиям окружающей среды, причем приспособленность организмов является результатом эволюции.

### Геккель
Под непосредственным влиянием идей Дарвина немецкий зоолог Эрнст Геккель (1834—1919), пришёл к выводу о необходимости создания особой биологической дисциплины — экологии (Геккель — автор термина «экология»), которую он определил как «общую науку об отношениях организмов к окружающей среде, куда мы относим широком смысле все „условия существования“». В трактовке движущих сил эволюции Геккель пытался эклектически соединить в одном учении принципы Ч. Дарвина и Ж. Б. Ламарка, признавая как естественный отбор, так и прямое приспособление организмов к условиям среды путём наследования приобретённых признаков. Таким образом, к началу XX века было установлено, что адаптация живых организмов к окружающей среде является по существу проблемой эволюционной. Не случайно она впервые была выдвинута и обоснована Ж. Б. Ламарком, Ч. Дарвином. В ходе развития науки проблема адаптации вышла за рамки теории эволюции и общей биологии и стала проникать в другие науки.

## Филогенетическая адаптация
Филогенетическая адаптация — это процесс, длящийся на протяжении жизней нескольких поколений, и уже поэтому, -она, по мнению Ю. Малова, не может быть свойством одного, отдельно взятого организма. Гомеостаз организма как основное свойство есть результат филогенетической адаптации. Однообразие представителей человеческого вида проявляется не в строгом сходстве морфологических и функциональных признаков отдельных индивидов, а в соответствии их внешним условиям окружающей среды. Различие в строении органов и тканей еще не есть отрицание нормы. Важно, соответствуют ли это строение и его функции вариациям внешней среды. Если структура соответствует колебаниям внешних факторов, значит, она обеспечивает жизнеспособность организма и определяет его здоровье. Содержание понятия адаптации охватывает не только способность живых систем отражать, посредством изменения, факторы среды, но и способность этих систем в процессе взаимодействия создавать в себе механизмы и модели активного изменения и преобразования среды, в которой они обитают.